# 칼 샌드버그

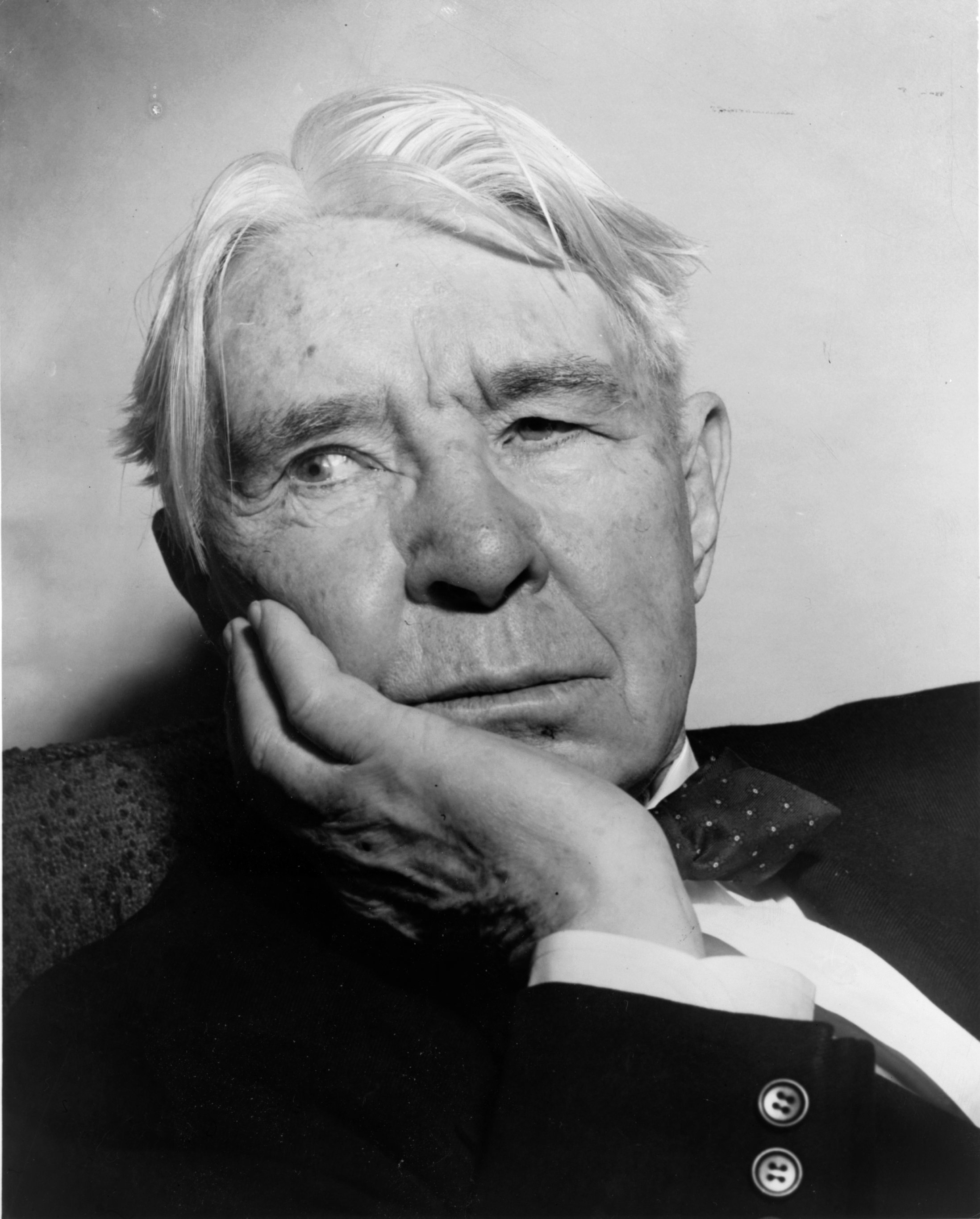
칼 샌드버그

칼 샌드버그(Carl August Sandburg, 1878년 1월 6일 ~ 1967년 7월 22일)는 미국의 시인, 작가, 역사가이다.
스웨덴계 미국인으로, 청소년기부터 여러 가지 종류의 노동에 종사했다. 시카고의 신문 《시카고 데일리 뉴스》(Chicago Daily News)의 기자로 활동하면서 한편으로는 야성적(野性的)인 시를 썼다. 《시카고의 시편(詩篇)》, 《옥수수 껍질을 벗기는 사람》, 《매연(煤煙)과 강철》, 《굿모닝 아메리카》, 《민중이여 옳습니다》 등 뛰어난 시집에 미국 산업의 여러 양상(樣相)을 숨김없이 드러내고 있다. 거친 소재를 다루고 있는 경우에도 밑바탕에는 섬세한 감수성과 유연(柔軟)한 정신이 숨겨져 있다.
1939년에 완성된 에이브러햄 링컨에 관한 전기 작품인 《에이브러햄 링컨전(傳)》 6권은 1940년 퓰리처상(역사 부문)을 받은 역작이다. 그는 앞에서 언급한 1916년의 시집 《시카고의 시편》을 통해 1951년 퓰리처상(시 부문)을 받았는데, 반(半)세기 이상에 걸쳐 미국 시단의 제일선에서 활약한, 오랜 작품 활동을 한 생명이 긴 시인이다.

## 주요 작품
- 시집 《시카고의 시편(詩篇)》 (Chicago Poems, 1916년)
- 시집 《옥수수 껍질을 벗기는 사람》 (Cornhuskers, 1918년)
- 시집 《매연(煤煙)과 강철》 (Smoke and Steel, 1920년)
- 시집 《굿모닝 아메리카》 (Good Morning, America, 1928년)
- 시집 《민중이여 옳습니다》 (The People, Yes, 1936년)
- 전기 《에이브러햄 링컨전(傳)》 (Abraham Lincoln: The War Years, 1939년)